# Jaklapallisaurus asymmetrica
Il jaklapallisauro (Jaklapallisaurus asymmetrica) è un dinosauro erbivoro appartenente ai sauropodomorfi. Visse nel Triassico superiore (Norico/Retico, circa 210 milioni di anni fa) e i suoi resti fossili sono stati ritrovati in India.

## Descrizione
Questo dinosauro è conosciuto per un esemplare molto incompleto (olotipo) rinvenuto nella regione di Andhra Pradesh (India centrale), comprendente un paio di vertebre e gran parte della zampa posteriore destra, rinvenuto nella formazione Maleri superiore nel bacino Pranhita-Godavari; a Jaklapallisaurus è stato attribuito anche un femore destro parziale ritrovato nella formazione Dharmaram inferiore. Dai resti fossili è stato possibile fare un raffronto con altri dinosauri simili più conosciuti, come Plateosaurus: Jaklapallisaurus doveva essere un erbivoro semibipede, dalle forti zampe posteriori e dal lungo collo. La lunghezza dell'animale non doveva superare i tre metri.

## Classificazione
Jaklapallisaurus è stato descritto per la prima volta nel 2011; un'analisi cladistica ha mostrato che questo dinosauro era un sauropodomorfo basale (primitivo) strettamente imparentato al ben noto Plateosaurus dell'Europa, di dimensioni alquanto maggiori, e a Unaysaurus, proveniente dal Sudamerica. La distribuzione di questi animali in continenti attualmente così distanti è dovuta al fatto che nel Triassico i continenti erano ancora riuniti in una sola grande massa terrestre. 

## Significato del nome
Il nome generico Jakalpallisaurus deriva dalla città indiana Jaklapalli, nei pressi della quale sono stati ritrovati i resti fossili. L'epiteto specifico, asymmetrica, si riferisce alla forte asimmetria dell'astragalo in vista distale. Nella formazione Maleri superiore sono stati ritrovati anche altri due sauropodomorfi primitivi (Nambalia e un guaibasauride) e due dinosauriformi.